# 22276 Belkin
22276 Belkin (1982 UH9) là một tiểu hành tinh vành đai chính được phát hiện ngày 21 tháng 10 năm 1982 bởi L. V. Zhuravleva ở Đài vật lý thiên văn Crimean.